# Павао Перван
Павао Перван (нім. Pavao Pervan, нар. 13 листопада 1987, Ливно) — австрійський футболіст, воротар клубу «Вольфсбург».

## Клубна кар'єра
Народився 13 листопада 1987 року в місті Ливно, Югославія (нині — Боснія та Герцеговина). Втім футболом почав займатись в Австрії в кількох віденських футбольних школах.
З 2005 року перебував у структурі клубу «Швехат», з яким у сезоні 2006/07 дебютував на дорослому рівні, зігравши у двох матчах третього за рівнем дивізіону країни.
Своєю грою привернув увагу представників тренерського штабу клубу «Лустенау», до складу якого приєднався 2007 року. Відіграв за команду з Лустенау наступні три сезони своєї ігрової кар'єри у другому дивізіоні країни.
2010 року, недовго погравши за «Пашинг», фарм-клуба ЛАСКа (Лінц), Перван був переведений до головної команди, у складі якої провів наступні вісім років своєї кар'єри гравця. З сезону 2014/15 був основним голкіпером команди. Відзначався досить високою надійністю, пропускаючи в іграх чемпіонату в середньому менше одного голу за матч і допоміг команді 2017 року вийти до вищого дивізіону.
Влітку 2018 року Перван приєднався до німецького «Вольфсбурга», підписавши трирічний контракт. Станом на 29 жовтня 2019 року відіграв за «вовків» 15 матчів в національному чемпіонаті.

## Виступи за збірну
У вересні 2017 року викликався до складу національної збірної Австрії, втім так за неї і не дебютував.